# Созополи
 Тази статия е за селото в Гърция.  За града в България вижте Созопол.  
Созополи (на гръцки: Σωζόπολη, катаревуса: Σωζόπολις, Созополис) е село в Егейска Македония, Гърция, в дем Неа Пропонтида, административна област Централна Македония.

## География
Созополи се намира на около 6 km от Неа Каликратия и на 38 km от летището в Солун. Достъпът е лесен чрез пътната мрежа, което допринася за туристическото развитие на района. Созополи граничи на юг с Неа Силата и на североизток с Неа Каликратия.
Надморската височина на селището е около 20 m. Районът се характеризира с обширни плажове, като плажът на Созополи се простира на дължина над 3,5 km и ежегодно е удостояван със син флаг. Плажът има плитки води и пясъчно дъно, което го прави идеален за семейства с деца.

## История
По-старото име на селището е било Сервикон Метохион, като е преименувано на Созополи през 1948 година. Жителите, които основават Созополи, са предимно тракийски бежанци от Созопол в България, но и от други гръцки селища по крайбрежието на Черно море като Анхиало и Бургас. На хълма, където е построено днешното село, е открито римско и византийско селище. Също така в местността Тумбата има останки от древно селище – седалище на епископа на Касандрия.
През 2025 годин Созополи е признато за самостоятелна общинска общност, отделена от общинската общност Неа Силата, към която преди това принадлежи..
Населението на Созополи се занимават основно с туристически бизнес.показва значителни колебания в зависимост от сезона. През летния период селото приема множество летовници както от Гърция (предимно от района на Солун), така и от чужбина.
| Година | Население | Източници |
| ------ | --------- | --------- |
| 1920   | 8         | [ 9 ]     |
| 1928   | 53        | [ 10 ]    |
| 1940   | 240       | [ 11 ]    |
| 1951   | 227       | [ 12 ]    |
| 1961   | 234       | [ 13 ]    |
| 1971   | 125       | [ 14 ]    |
| 1981   | 215       | [ 15 ]    |
| 1991   | 308       | [ 16 ]    |
| 2001   | 496       | [ 17 ]    |
| 2011   | 537       | [ 18 ]    |
| 2021   | 440       | [ 2 ]     |

## Културни събития
Най-важното религиозно и културно събитие в Созополи е празникът Преображение Господне на 6 август. Празникът включва тържествена литургия, обикаляне с иконата и традиционно празненство с храна, музика и танци, което привлича множество вярващи и посетители. Същия ден се отбелязва и празникът на сардината.

## Икономика
Икономиката на Созополи в Халкидики се основава главно на туризма, строителството и недвижимите имоти. Туристическият поток допринася значително за местната икономика, като жителите се занимават с хотелиерство, ресторантьорство и предоставяне на туристически услуги. Районът се характеризира с интензивна строителна дейност и нарастващ интерес за покупка и продажба на недвижими имоти. Търсенето на ваканционни жилища е довело до развитие на пазара на имоти, с предложения за апартаменти и парцели в близост до морето.
Плажът на Созополи е една от основните атракции в района, с чистите си води и спокойната атмосфера. Созополи има красиви традиционни квартали, тъй като селото е основано от бежанци след Малоазийската катастрофа и запазва характеристиките на бежанската архитектура, с традиционни къщи и тесни улички.